# Прибуток від страхової діяльності
Прибу́ток від страхово́ї дія́льності — Прибуток від страхової діяльності (крім страхування життя і медичного страхування, порядок та умови здійснення яких визначено актами чинного законодавства) обчислюється як різниця між доходами від страхової діяльності та витратами страховика на надання страхових послуг.
До прибутків від страхової діяльності належать:
- зароблені страхові платежі (страхові внески, страхові премії) за договорами страхування і перестраховування. Зароблені страхові платежі (страхові внески, страхові премії) визначаються шляхом збільшення суми надходжень страхових платежів (страхових внесків, страхових премій) протягом звітного періоду на суму незароблених страхових платежів (страхових внесків, страхових премій) на початок звітного періоду і зменшення отриманого результату на суму незароблених страхових платежів (страхових внесків, страхових премій) на кінець звітного періоду;
- комісійні винагороди за перестраховування;
- частки від страхових сум і страхових відшкодувань, сплачені перестраховиками;
- повернуті суми з централізованих страхових резервних фондів;
- повернуті суми технічних резервів, інших, ніж резерв незароблених премій, у випадках і на умовах, передбачених актами чинного законодавства.